# Ram-Air-Turbine

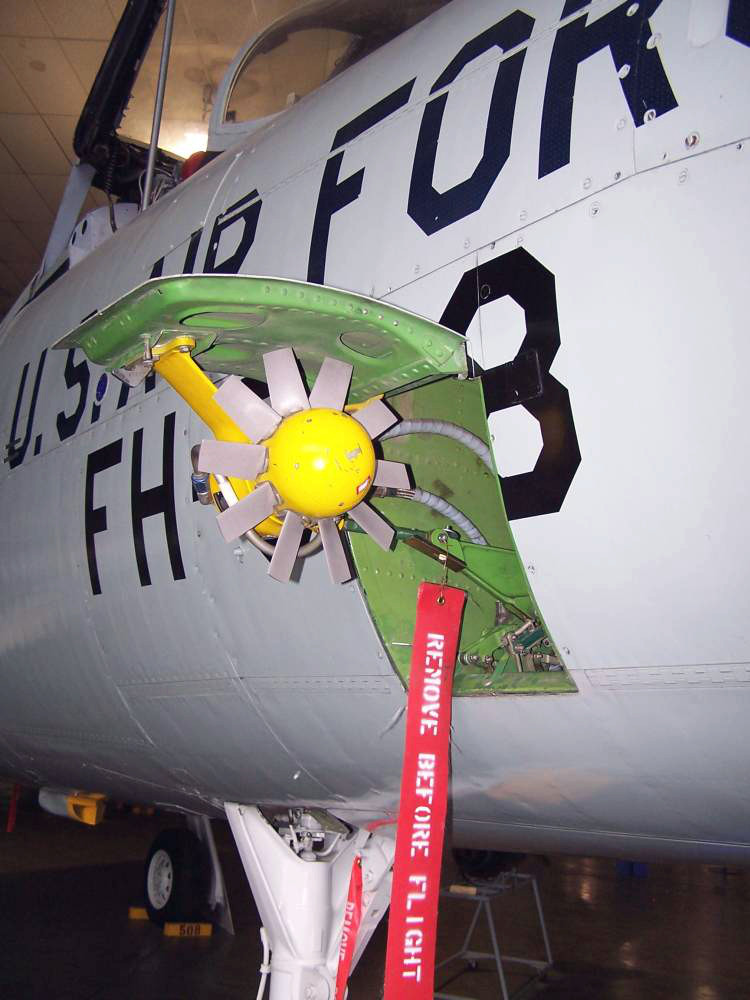
Ram-Air-Turbine an einer F-105 Thunderchief

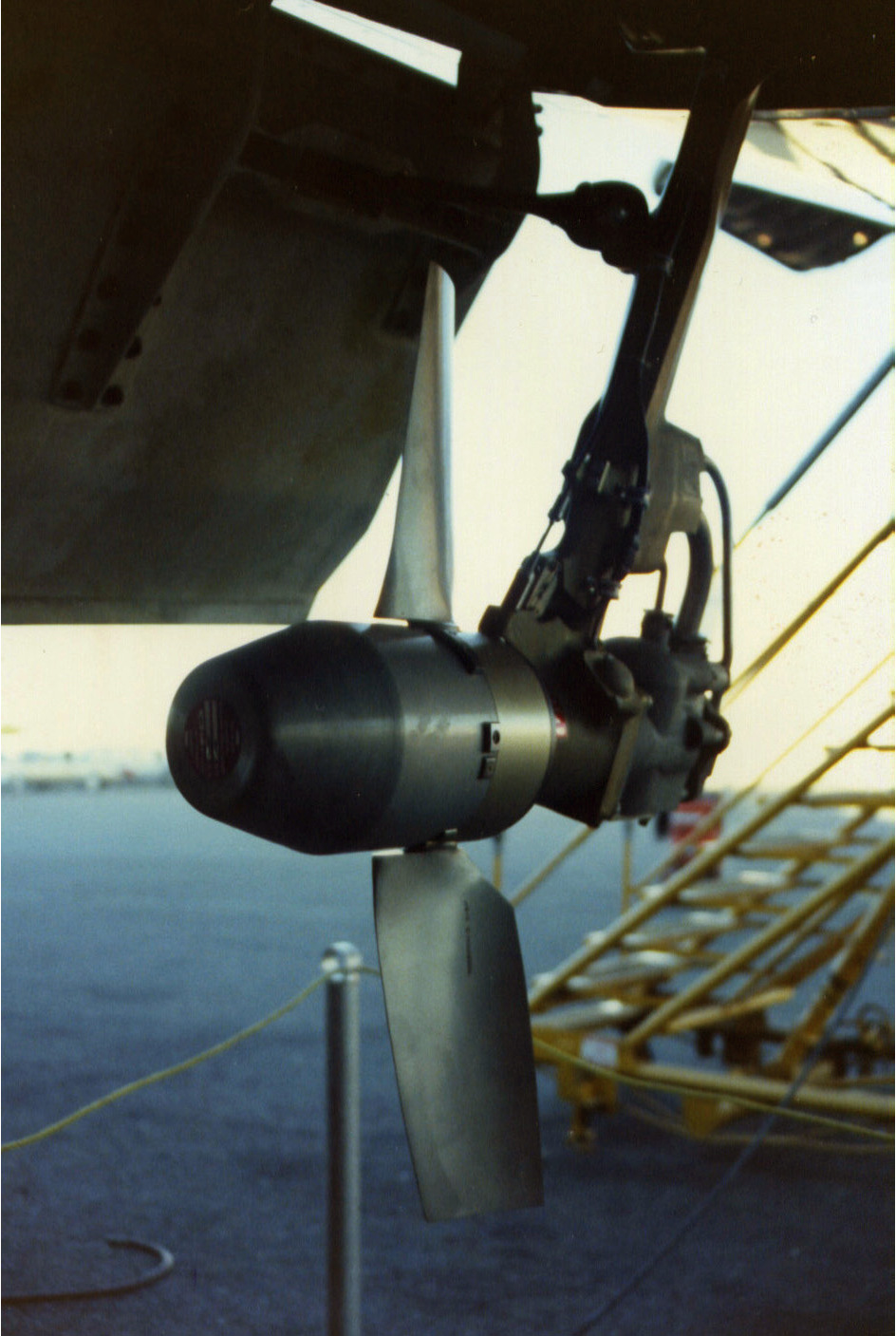
Ram-Air-Turbine einer Boeing 757

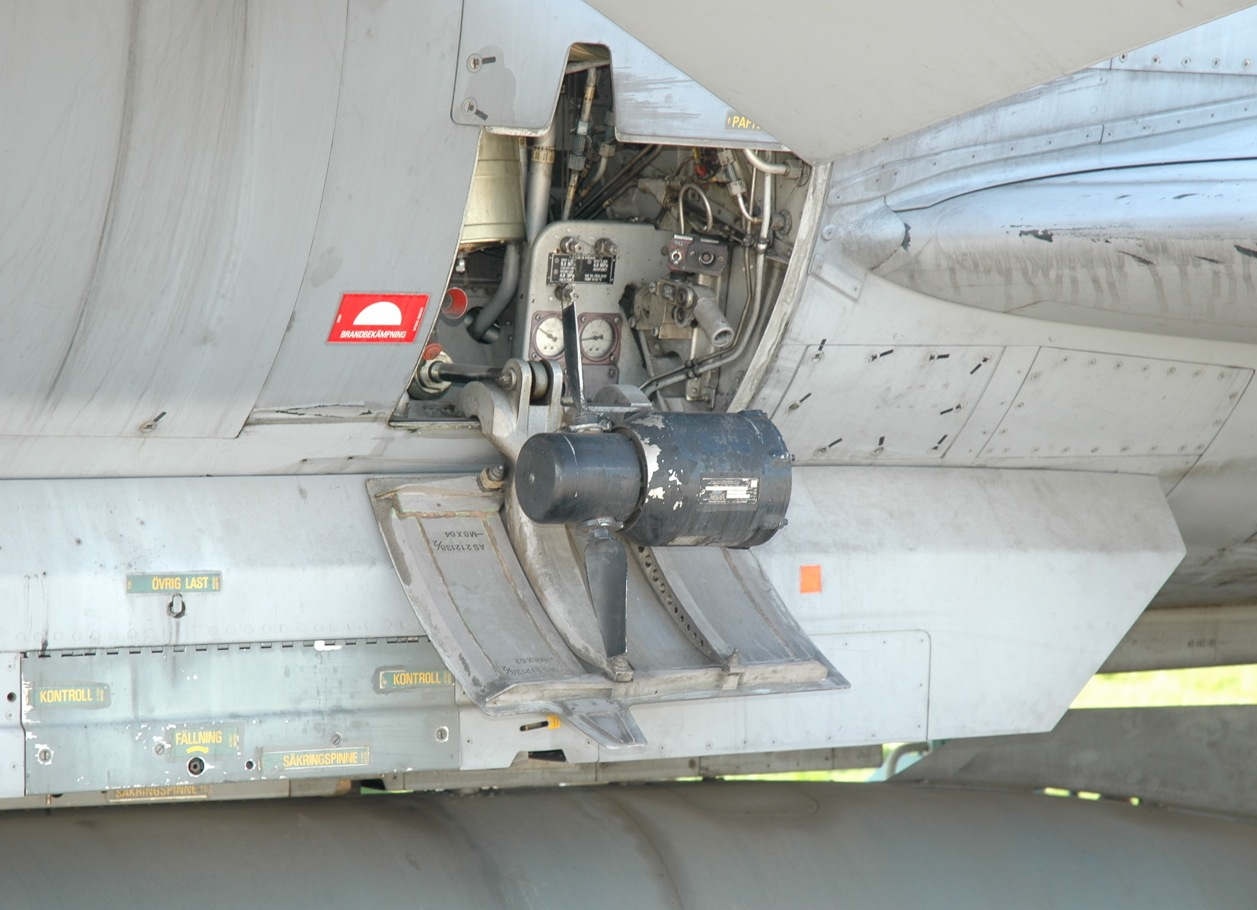
Ram-Air-Turbine einer Saab 37 Viggen

Die Ram-Air-Turbine (RAT, deutsch: Stauluftturbine, auch Staudruckturbine) ist ein Notfallsystem für Strahlflugzeuge, das aus dem Fahrtwind hydraulische und/oder elektrische Energie gewinnt.

## Arbeitsweise
Im Falle eines Ausfalls aller Triebwerke eines Strahlflugzeuges (inkl. Hilfstriebwerk, sofern vorhanden) wird das Hydrauliksystem nicht mehr mit Druck versorgt. In einem konventionell (mit Hilfe eines Hydrauliksystems) gesteuerten Flugzeug bedeutet dies, dass keine kontrollierten Ruderbewegungen mehr möglich sind. Das Flugzeug ist somit nicht mehr steuerbar.
Die RAT wird in einem solchen Fall automatisch oder manuell aus der Unterseite des Rumpfes oder der Tragfläche ausgeklappt. Sie besteht aus einer vom Fahrtwind angetriebenen Luftschraube, die eine Hydraulikpumpe oder einen elektrischen Generator antreibt. Auf diese Weise kann das Hydrauliksystem dann mit Druck versorgt oder elektrischer Strom für die Fly-by-Wire-Systeme erzeugt werden. Der Pilot kann so im Gleitflug einen Flughafen ansteuern und notlanden.
Sollten zum Beispiel bei einem Flugzeug der Airbus-Familie alle Triebwerke ausfallen, wäre die hydraulische Versorgung durch elektrische Pumpen weiterhin sichergestellt. Ohne Triebwerke wäre jedoch kein Stromerzeuger mehr aktiv, mit Ausnahme des Static Inverters. Das ist ein Umrichter, der die 28-V-Gleichspannung der Batterien in 115-V-/400-Hz-Wechselspannung umwandelt und die elektrische Versorgung ausschließlich aus der Batterie für etwa 20 Minuten sicherstellt. Die RAT wird demnach erst dann automatisch aktiv, wenn die elektrischen Sammelschienen stromlos sind. Der Propeller betreibt dann durch den Fahrtwind eine kleine Hydraulikpumpe, die wiederum hauptsächlich den CSM/G (Constant Speed Motor/Generator) antreibt. Der CSM/G ist ein kleiner Hydraulikmotor, der einen kleinen Generator antreibt. Die Leistung dieses Generators beträgt im Falle der A320 5 kVA. Im Vergleich zur Leistung der Triebwerksgeneratoren mit je 90 kVA ist es jedoch klar, dass im Betrieb mit Stauluftturbine nur noch die zum Flug notwendigen Systeme versorgt werden. Systeme wie Kabinenbeleuchtung oder Bordküche werden in solchen Notfällen nicht mehr versorgt. Da die RAT nur ein Notsystem ist, liefert sie gerade genug Energie, um das Flugzeug steuern und die wichtigsten Geräte in Betrieb halten zu können.
Auch die großen hydraulischen Verbraucher wie beispielsweise Landeklappen können von der Hydraulikpumpe der RAT nicht versorgt werden. Auf diese Systeme muss im Notfall dann verzichtet werden. Für das Fahrwerk ist in der Regel noch eine gesonderte, nicht von der RAT anzutreibende Betätigung vorgesehen. Bei allen Verkehrsflugzeugen kann das Fahrwerk durch sein Eigengewicht ausgefahren werden (englisch gravity drop), zusätzlich drückt der Fahrtwind das Bugfahrwerk in seine Position.
Bei einigen Flugzeugherstellern (beispielsweise: Boeing, McDonnell Douglas, Canadair) wird die RAT als ADG (englisch air driven generator) bezeichnet. Dort erzeugt die Ram-Air-Turbine elektrischen Strom durch einen eingebauten Einphasengenerator.
Je nach Flugzeugmodell wird die RAT automatisch oder manuell ausgefahren. Bei einigen Flugzeugen erfolgt die automatische Auslösung durch einen kleinen pyrotechnischen Zünder (Canadair). Eine Ram-Air-Turbine lässt sich bei den meisten Flugzeugen im Flug nicht wieder einfahren.

## Bauprinzip
Es gibt drei Arten von Ram-Air-Turbinen:
- Eine erste Bauart produziert primär Hydraulikdruck, der dann direkt die Hydrauliksysteme speist. Bei dieser Variante kann über einen hydraulisch betriebenen Generator auch Strom erzeugt werden. Beispiel: Airbus.
- Bei einer zweiten Bauart der RAT wird ein Elektrogenerator angetrieben, der primär elektrische Energie erzeugt und in das elektrische System einspeist. Hier kann dann Hydraulikdruck über eine Elektropumpe erzeugt werden. Beispiel: MD-11
- Die dritte Bauart ist eine Hybridkonfiguration (Strom plus Hydraulikdruck).

Eine Ram-Air-Turbine mit lediglich zwei Blättern nimmt in verstauter Position weniger Platz ein. Damit sie nicht bereits während des Ausfahrens zu rotieren beginnt und Schäden anrichtet, gibt ein Blockiersystem die Rotation erst im ausgefahrenen Zustand frei.
Bei Militärflugzeugen kann die RAT auch dazu eingesetzt werden, um bei Bedarf zusätzlichen Strom für Spezialaufgaben bereitzustellen.

## Anbringungsort
Der Einbauort der RAT ist bei den Flugzeugmodellen von Boeing in der Nähe des Hauptfahrwerks. Bei den kleineren Airbusmodellen ist die RAT im belly fairing, im Bauch, in der Nähe der Hauptfahrwerke eingebaut, bei den größeren Airbusmodellen in einem Flügelpylon.

## Zwischenfälle
Bekannte Zwischenfälle, bei denen eine Ram-Air-Turbine zum Einsatz kam, waren:
- 1983: Air-Canada-Flug 143: Die Notlandung einer Boeing 767 aus 12 km Flughöhe, nachdem beide Triebwerke mangels Treibstoff ausgefallen waren.
- 1996: Ethiopian-Airlines-Flug 961: Der Absturz einer entführten Boeing 767 beim Versuch einer Notwasserung nur mit Ram-Air-Turbine-Unterstützung.
- 2000: Hapag-Lloyd-Flug 3378: Notlandung eines Airbus A310 in Wien nach selbst verschuldetem Treibstoffmangel.
- 2001: Air-Transat-Flug 236: Notlandung eines Airbus A330 wegen Treibstoffmangels nach 120 km Gleitflug auf den Azoren.
- 2009: US-Airways-Flug 1549: Notwasserung eines Airbus A320 nach Triebwerksausfall durch Vogelschlag.[1]
- 2020: Pakistan-International-Airlines 8303: Absturz eines Airbus A320-200 nach einer gescheiterten Landung und daraus folgendem Triebwerksausfall in Karatschi.[2]
- 2023: Lufthansa Flug 986: Die Generatoren an Bord waren ausgefallen, die Notfallturbine des Airbus A319-112 hatte sich automatisch ausgefahren. Flug LH986 befand sich etwa 9600[3] Meter über dem Boden, als die Crew den plötzlichen Ausfall der Systeme bemerkte und den Notfall der Luftverkehrskontrolle mitteilte. Die Funktion der Systeme konnte wiederhergestellt und die Landung sicher durchgeführt werden.[4]
- 2025: Air-India-Flug 171: Beim Absturz einer Boeing 787-8, nachdem einige Sekunden nach dem Abheben fast zeitgleich die Treibstoffzufuhr beider Triebwerke deaktiviert wurde, war die Staudruckturbine ausgefahren.[5]:14